# Famenne Ardenne Classic 2024
La 6e édition de la Famenne Ardenne Classic a lieu le 28 avril 2024 autour de Marche-en-Famenne en Belgique (province de Luxembourg) sur une distance de 195 km. Elle fait partie du calendrier UCI Europe Tour 2024 en catégorie 1.1. 
La course change de période en 2024 et est courue le 28 avril, une semaine après Liège-Bastogne-Liège. Elle était précédemment organisée en octobre.

## Parcours
Partant de la ville de Marche-en-Famenne, au nord de la province de Luxembourg, le tracé est constitué d'une grande boucle de 123 kilomètres passant par la côte de Nassogne, la ville de La Roche-en-Ardenne, la côte d'Ortho, la côte de Filly, un second passage à La Roche-en-Ardenne, la côte de Waharday et la côte de Roy pour revenir à Marche-en-Famenne avec un premier passage sur la ligne d'arrivée située sur l'avenue de la Toison d'Or. Ensuite, les coureurs accomplissent trois fois le circuit local de 24 kilomètres passant à Waha et Hollogne, grimpant la côte de Roy et traversant les localités de Charneux, Harsin, Hargimont et Marloie. La côte de Roy (2,3 km avec une pente moyenne de 4,8 %) est franchie pour la dernière fois à une quinzaine de kilomètres de l'arrivée à Marche-en-Famenne.

## Équipes
| WorldTeams (2)- Intermarché-Wanty - Cofidis ProTeams (7)- Lotto Dstny - Israel-Premier Tech - TotalEnergies - Bingoal WB - Team Flanders-Baloise - TDT-Unibet - Q36.5 Pro Cycling Team Équipes continentales (14)- Van Rysel-Roubaix - Tarteletto-Isorex - Volkerwessels Cycling Team - Diftar Continental Cycling Team - Metec-Solarwatt p/b Mantel - Voster ATS Team - Santic-Wibatech - Lotto Kern-Haus PSD Bank - Airtox-Carl Ras - Lillehammer CK Continental Team - Felt Felbermayr - Myvelo Pro Cycling Team - Team Ecoflo Chronos - Philippe Wagner-Bazin |
| |

## Classement final
| \| Classement général \| Classement général \| Classement général \| Classement général \| Classement général \| \| Coureur \| Coureur \| Pays \| Équipe \| Temps \| \| ------------------ \| ------------------- \| ------------------ \| --------------------- \| ------------------ \| \| 1er \| Arnaud De Lie \| Belgique \| Lotto Dstny \| 4 h 39 min 03 s \| \| 2e \| Axel Zingle \| France \| Cofidis \| + 0 s \| \| 3e \| Maxim Van Gils \| Belgique \| Lotto Dstny \| + 0 s \| \| 4e \| Riley Sheehan \| États-Unis \| Israel-Premier Tech \| + 0 s \| \| 5e \| Émilien Jeannière \| France \| TotalEnergies \| + 0 s \| \| 6e \| Hugo Hofstetter \| France \| Israel-Premier Tech \| + 0 s \| \| 7e \| Axel Huens \| France \| TDT-Unibet \| + 0 s \| \| 8e \| Lorenzo Rota \| Italie \| Intermarché-Wanty \| + 0 s \| \| 9e \| Vincent Van Hemelen \| Belgique \| Team Flanders-Baloise \| + 0 s \| \| 10e \| Mads Andersen \| Danemark \| Airtox-Carl Ras \| + 0 s \| |                     |            |                       |                 |
| |                     |            |                       |                 |
| Source : ProCyclingStats |                     |            |                       |                 |
| Classement général |                     |            |                       |                 |
| Coureur | Coureur             | Pays       | Équipe                | Temps           |
| 1er | Arnaud De Lie       | Belgique   | Lotto Dstny           | 4 h 39 min 03 s |
| 2e | Axel Zingle         | France     | Cofidis               | + 0 s           |
| 3e | Maxim Van Gils      | Belgique   | Lotto Dstny           | + 0 s           |
| 4e | Riley Sheehan       | États-Unis | Israel-Premier Tech   | + 0 s           |
| 5e | Émilien Jeannière   | France     | TotalEnergies         | + 0 s           |
| 6e | Hugo Hofstetter     | France     | Israel-Premier Tech   | + 0 s           |
| 7e | Axel Huens          | France     | TDT-Unibet            | + 0 s           |
| 8e | Lorenzo Rota        | Italie     | Intermarché-Wanty     | + 0 s           |
| 9e | Vincent Van Hemelen | Belgique   | Team Flanders-Baloise | + 0 s           |
| 10e | Mads Andersen       | Danemark   | Airtox-Carl Ras       | + 0 s           |